# الطوال (نحوي)
أَبُو عَبدِ اللَّه مُحَمَّد بِن أَحمَد بِن عَبدِ اللَّه (؟ - 243)، ويُلَقَّب بالطُّوَال، هو نحويٌّ كوفِي ومن أئمة الطبقة الرابعة من نحاة المدرسة الكوفية، عاصرَ محمد بن سعدان الضرير وابن السكيت وأبو جعفر بن قادم.

## سيرته
لم ينقل الرواة الكثير عن الطوال، فهو مجهولٌ نسبياً مقارنةً مع أقرانه من نحاة تلك الفترة. اسمُه الأصلي محمد بن أحمد بن عبد الله، ويُكنَّى بأبي عبد الله، ويُشارُ إليه في أغلب الأحيان بلقبه الطُّوَال، والطوال هو الرجل شديد الطول. نَشَأ الطوال وعاش شبابه في الكوفة، وأخذ العِلمَ عن الكسائي والفراء الكوفيان وعبد الملك الأصمعي البصري. قال عنه النحوي الكوفي أبو العباس ثعلب: «كان الطّوال حاذقاً بإلقاء المسائل العربيَّة»، وامتاز الطّوال بقدرته على التعليل، وكان تلميذاً وصديقاً مُقرباً للفراء. سمِعَ من الأصمعي وروى عنه، وأخذ منه أبو عمر حفص بن عمر المُقرِئ الشهير. ترك الطوال الكوفة وقَصَدَ نحو بغداد حاضرة الخلافة العباسية. تُوفِّي الطوال في يوم الجمعة من شهر محرم قي سنة 243هـ، ولم يترك أيَّ مصنِّفات ذكرها أحد.